# Stöckl Mainersberg
Das Stöckl Mainersberg war ein Grazer Adelssitz. Es befand sich etwas oberhalb des Schlosses Algersdorf, an den Hängen des Plabutschs. Seine Geschichte ging bis auf das 12. Jahrhundert zurück.

## Beschreibung
Als Stöckl werden kleine herrenhausartige Bauwerke mit nur einem Stockwerk bezeichnet.
Ab dem 12. Jahrhundert ist ein Weingartenhaus belegt das auf dem späteren Grund des Stöckls stand. Um 1588 wurden das Stöckl sowie eine Presse errichtet. Zu dem Anwesen gehörte auch ein Weingarten.

## Geschichte
Die erste Erwähnung des Gebäudes erfolgte im 12. Jahrhundert als Weingartenhaus. Im 16. Jahrhundert war das Anwesen im Besitz von Ruprecht Pichler. Seine Tochter verkaufte es vor 1588 an Martin Meßmaier, welcher auf dem Grund ein Stöckl und eine Presse errichtete. In der nachfolgenden Zeit verfiel das Stöckl und wurde 1660 vom fürstlich eggenbergischen Verwalter Gmeiner neu errichtet. 1668 erhielt er die landesfürstliche Erlaubnis, das Stöckl Mainersberg und sich selbst von Mainersberg zu nennen.
Nach dem Tod von Mainersberg ging das Stöckl an die Familie Rechbach, welche es 1684 an Seifried Portner verkaufte. In der folgenden Zeit kam es zu einem häufigen Wechseln der Besitzer. Wann genau das Stöckl abgetragen wurde, ist unbekannt.